# Географія Кенії
Кенія — східноафриканська країна, що знаходиться на сході континенту . Загальна площа країни 580 367 км² (49-те місце у світі), з яких на суходіл припадає 569 140 км², а на поверхню внутрішніх вод — 11 227 км². Площа країни трохи менша за площу України. 

## Назва
Офіційна назва — Республіка Кенія, Кенія (англ. Republic Kenya, Kenya; суах. Jamhuri ya Kenya, Kenya). Назва країни походить від однойменної вершини, гори Кенія, що мовою кікую зветься Кірі-Ньяга, тобто Біла гора, за її вкритий снігом пік, або Місце спочинку богів. Колишня британська колонія Британська Східна Африка.

## Географічне положення

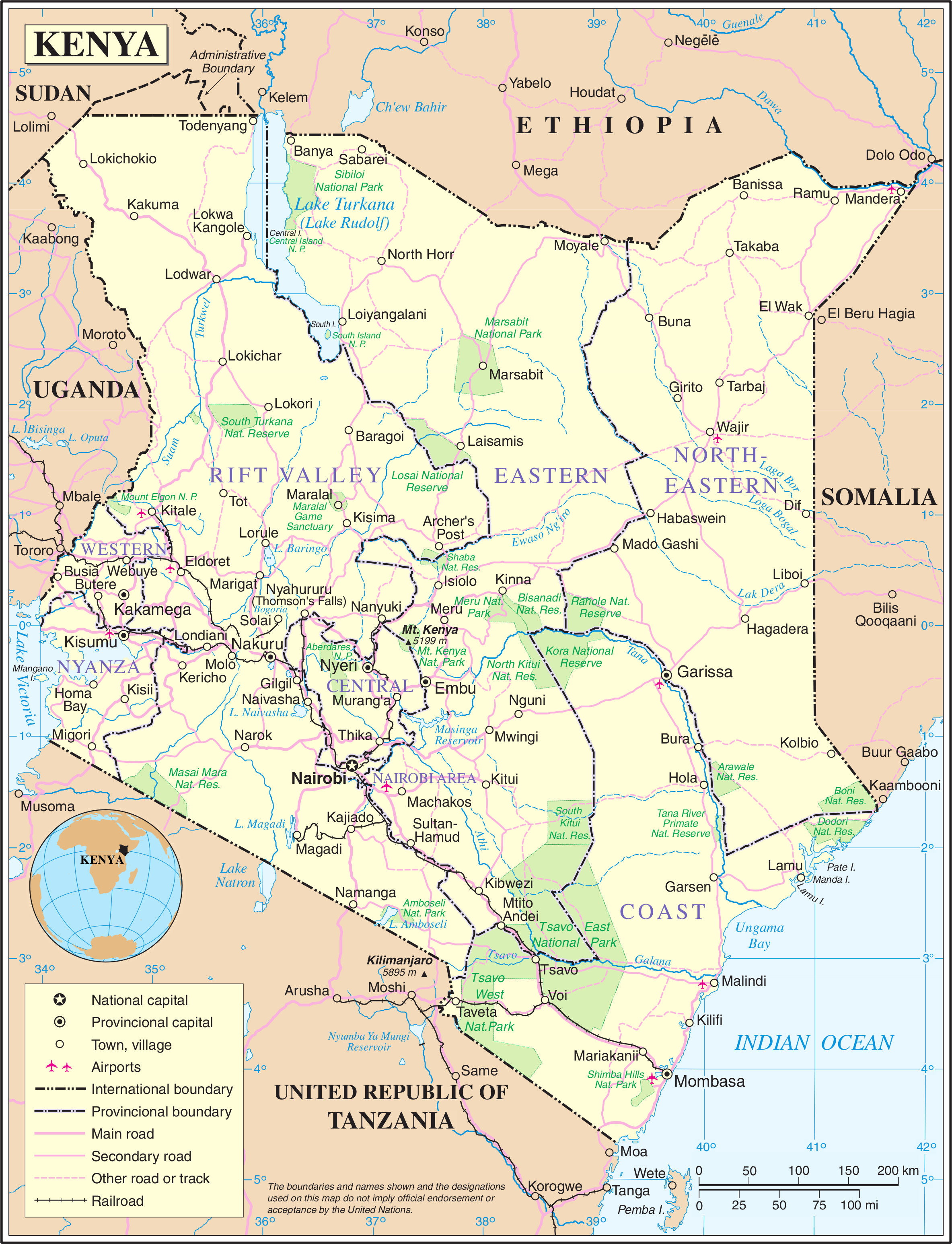
Карта Кенії від ООН

Порівняння розмірів території Кенії та США

Кенія — східноафриканська країна, що межує з п'ятьма іншими країнами: на півночі — з Південним Суданом (317 км) і Ефіопією (867 км), на сході — з Сомалі (684 км), на півдні — з Танзанією (775 км), на заході — з Угандою (814 км). Загальна довжина державного кордону — 3457 км. Кенія на сході омивається водами Індійського океану. Загальна довжина морського узбережжя 536 км.
Згідно з Конвенцією Організації Об'єднаних Націй з морського права (UNCLOS) 1982 року, протяжність територіальних вод країни встановлено в 12 морських миль (22,2 км). Виключна економічна зона встановлена на відстань 200 морських миль (370,4 км) від узбережжя. Континентальний шельф — до глибин 200 м.

### Час
Час у Кенії: UTC+3 (+1 година різниці часу з Києвом).

## Геологія
Західну частину країни формує ділянка трансконтинентального тектонічного розлому — Великий африканський рифт. Ця рифтова долина знаходиться в постійному русі, у міру якого море відвойовує все більший простір у суші. За прогнозами вчених, зрештою Східна Африка остаточно відокремиться від основного материка і перетвориться на острів. Оскільки розломи утворюються над «гарячими точками» земної кори, в яких перепади температур і щільності сприяють піднесенню розплавленої магми до поверхні планети, на всій їх протяжності часто спостерігається вулканічна активність. Тому саме у Східній Африці в небо здіймається кілька великих вулканів. Гори Кіліманджаро (на кордоні з Танзанією) і Кенія — найвищі вершини континенту, що розташовані вздовж лінії розлому.

Схема Великої рифтової долини

### Корисні копалини
Надра Кенії багаті на ряд корисних копалин: вапняк, кальцинована сода, кам'яну сіль, коштовне каміння, флюорит, цинк, діатоміт, гіпс. За запасами унікального європію Кенія посідає перше місце у світі. Ця країна має першість у світі й за запасами надзвичайно кислотостійкої речовини кіаніту, яка теж належить до стратегічної сировини. Країна має значні поклади дорогоцінного та напівдорогоцінного каміння, сировини для хімічної промисловості та будівельних матеріалів.

## Рельєф
Природа Кенії дуже багата і різноманітна: від льодовиків до безводних пустель, гірських масивів, численних озер і густих лісів. Середні висоти — 762 м; найнижча точка — рівень вод Індійського океану (0 м); найвища точка — гора Кенія (5199 м). Основну частину території Кенії займають плоскогір'я, які поступово підіймаються від 500 м на сході до майже 1500 м на заході і які становлять частину великого Східно-Африканського плоскогір'я.
У районі Центральних нагір'їв древній фундамент Африканської платформи проривається системою величезних рифтових долин; це знаменитий Велика рифтова долина, одне із найвражаючих місць на Землі, що утворилася в результаті тектонічного руху земних плит багато мільйонів років тому. Долина простягнулася більш ніж на 6000 км від Мертвого моря в Йорданії до Мозамбіку. Це найдовша тріщина планети, де знаходиться найглибша западина, а на її кордонах здіймаються найвищі у світі вулканічні гори. Долина має колосальні масштаби. Ширина доходить до 100 км, висота стрімких стін — від 450 до 800 м. Слово «долина» не зовсім підходить для визначення Африканського розлому, оскільки в багатьох місцях він перегороджений горами і плоскогір'ями, а у південній Ефіопії навіть розходиться на два рукави, які з'єднуються тільки в районі озера Вікторія, на кордоні між Танзанією і Угандою. Однак озера, моря і западини, які розташовані вздовж лінії розлому, досить чітко позначають його проходження.

Рельєф Кенії
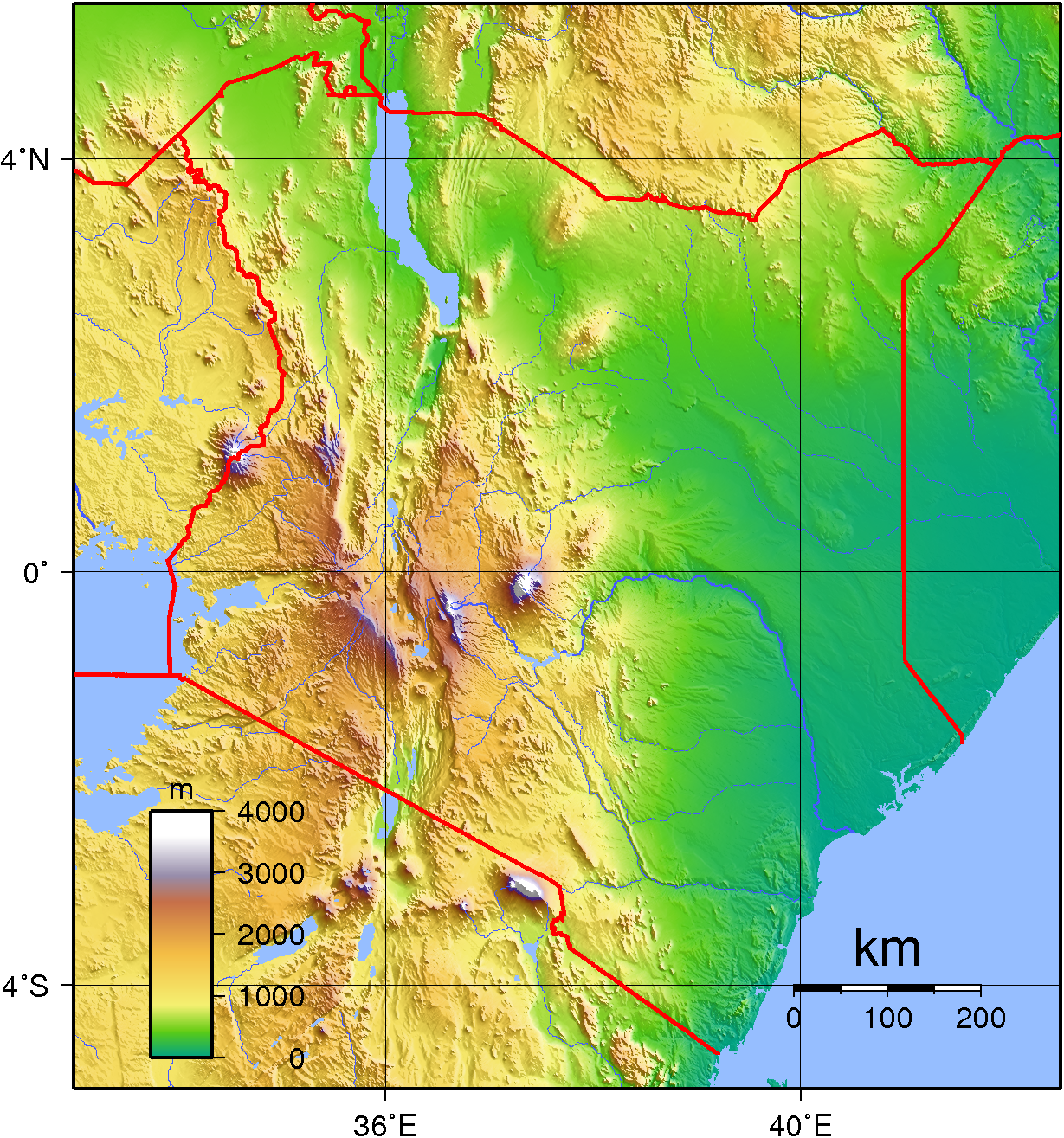
Гіпсометрична карта Кенії
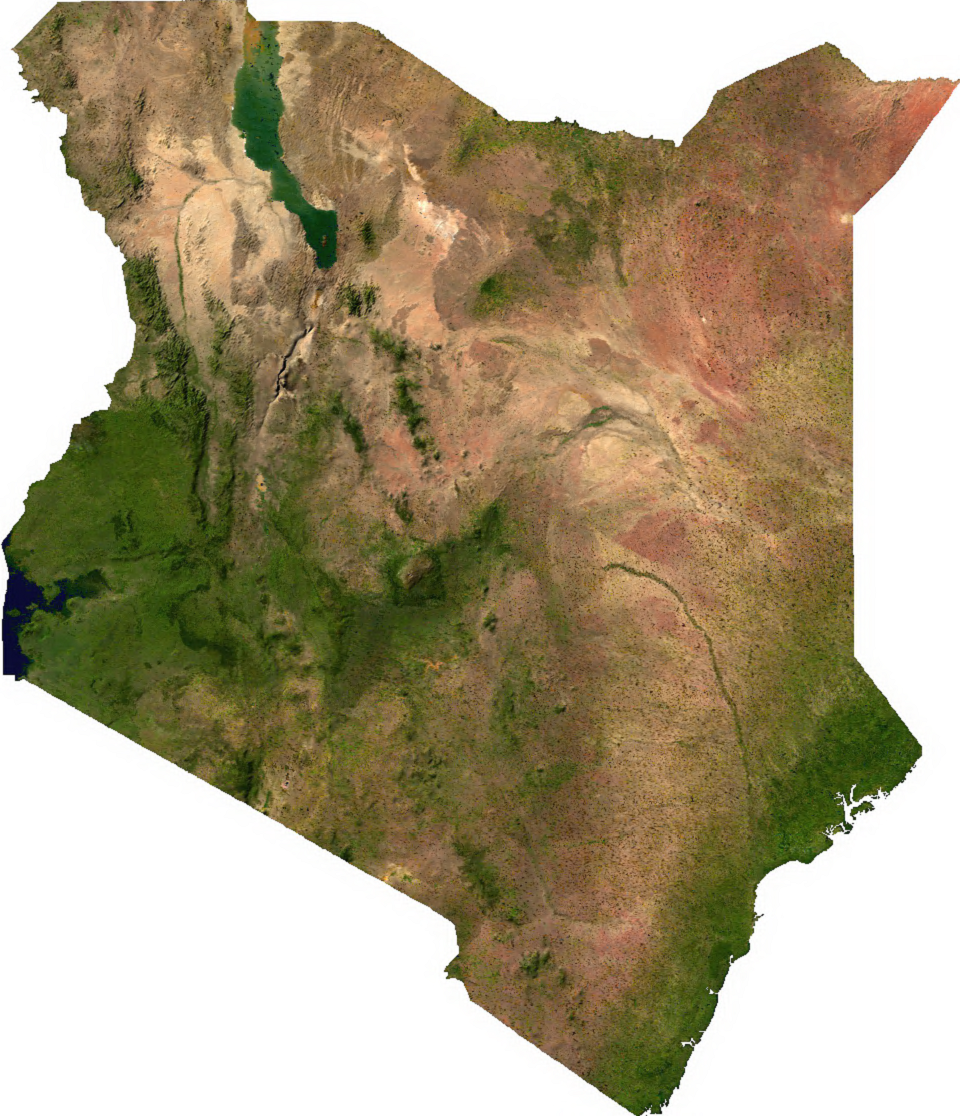
Супутниковий знімок поверхні країни
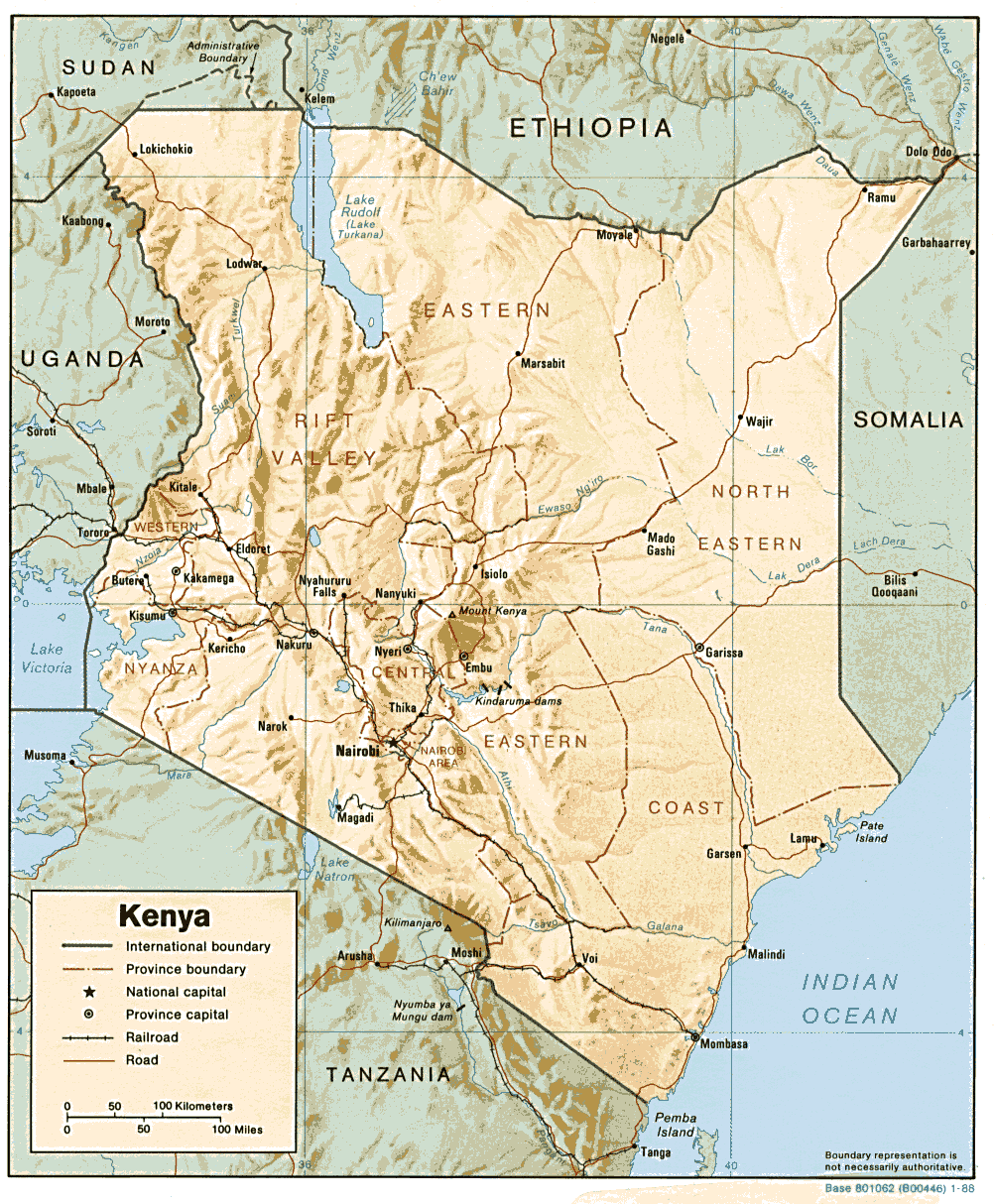
Карта країни (англ.)

По днищах величезних улоговин розташовуються безстічні озера, тут же піднімаються конуси древніх вулканів. По обидва боки рифтові западини оточені високими горами: зі сходу простягнувся хребет Абердер висотою до 3999 м, на заході — уступ Мау (більше 3000 м). У самому центрі країни розташований найвищий масив вулканічного походження з найвищою точкою країни — горою Кенія (5199 м), другою в Африці після Каліманджаро. На заході країни, в районі западини озера Вікторія, Центральні нагір'я поступово переходять в озерну рівнину Ньянза. На північному заході простяглися ланцюги пагорбів плато Туркана, на схід яких розкинулися великі лавові плато Габбра і Меріле, які різко обриваються до рівнин піщаних пустель Чалбі. На південному сході розкинулася смуга приморських рівнин з абсолютними висотами 300—500 м.

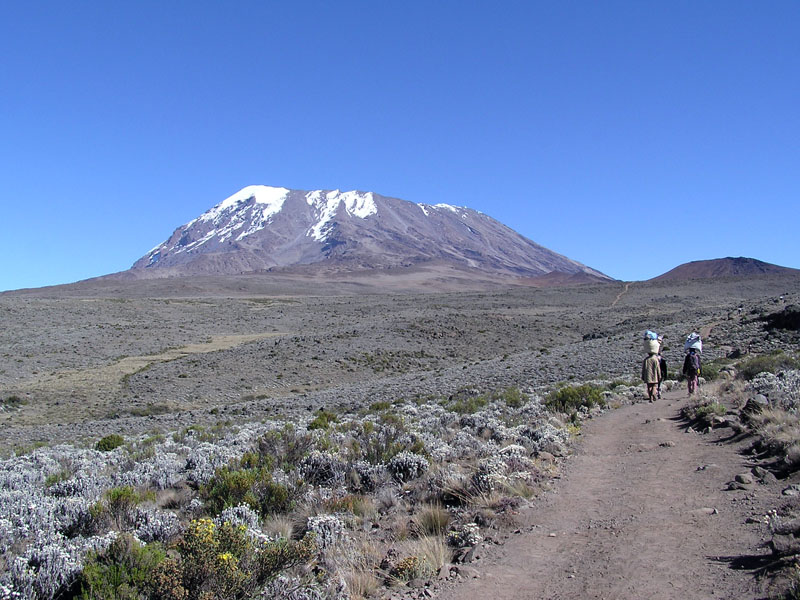
Кібо, вершина масиву Кіліманджаро
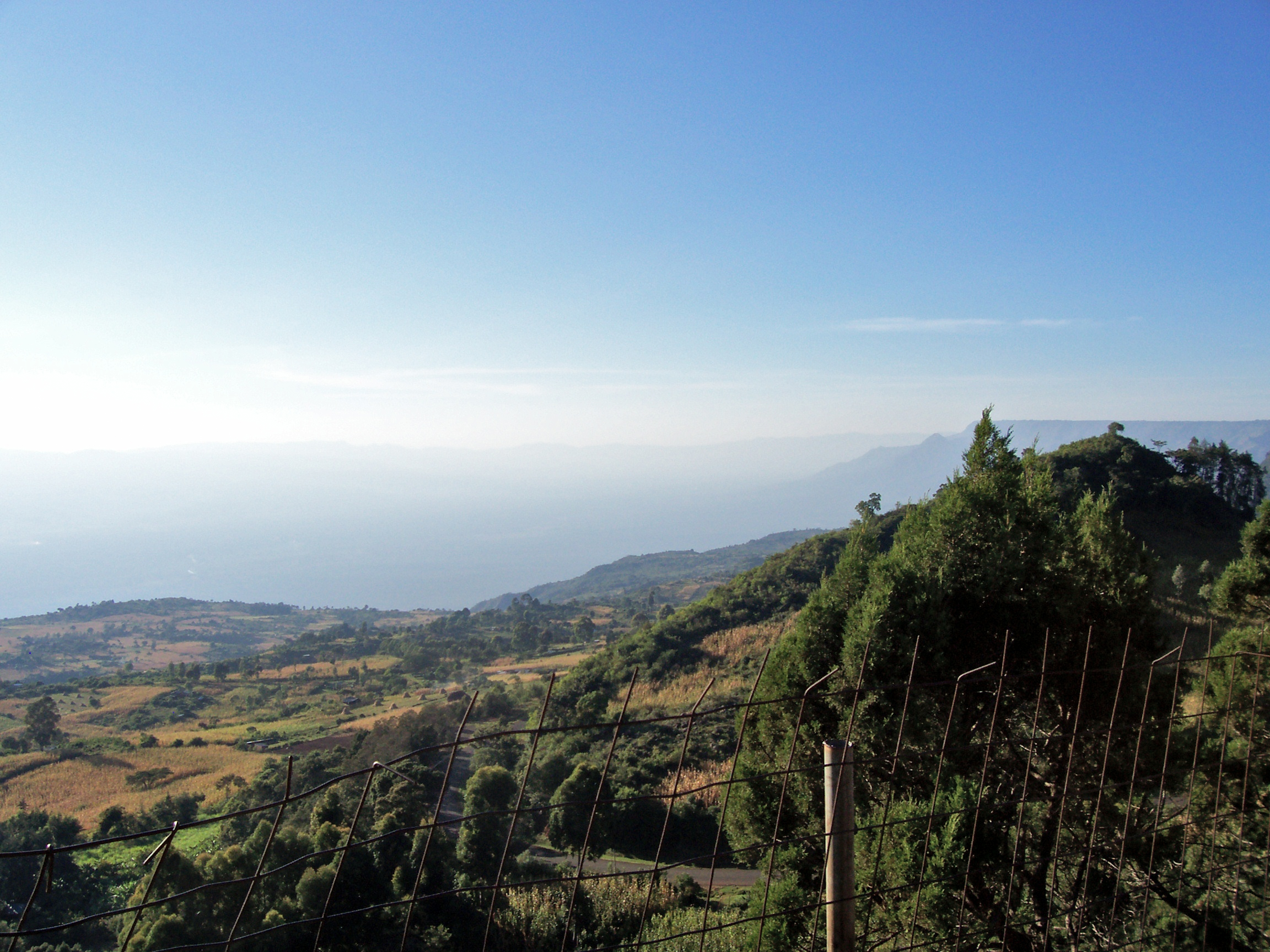
Великий африканський рифт
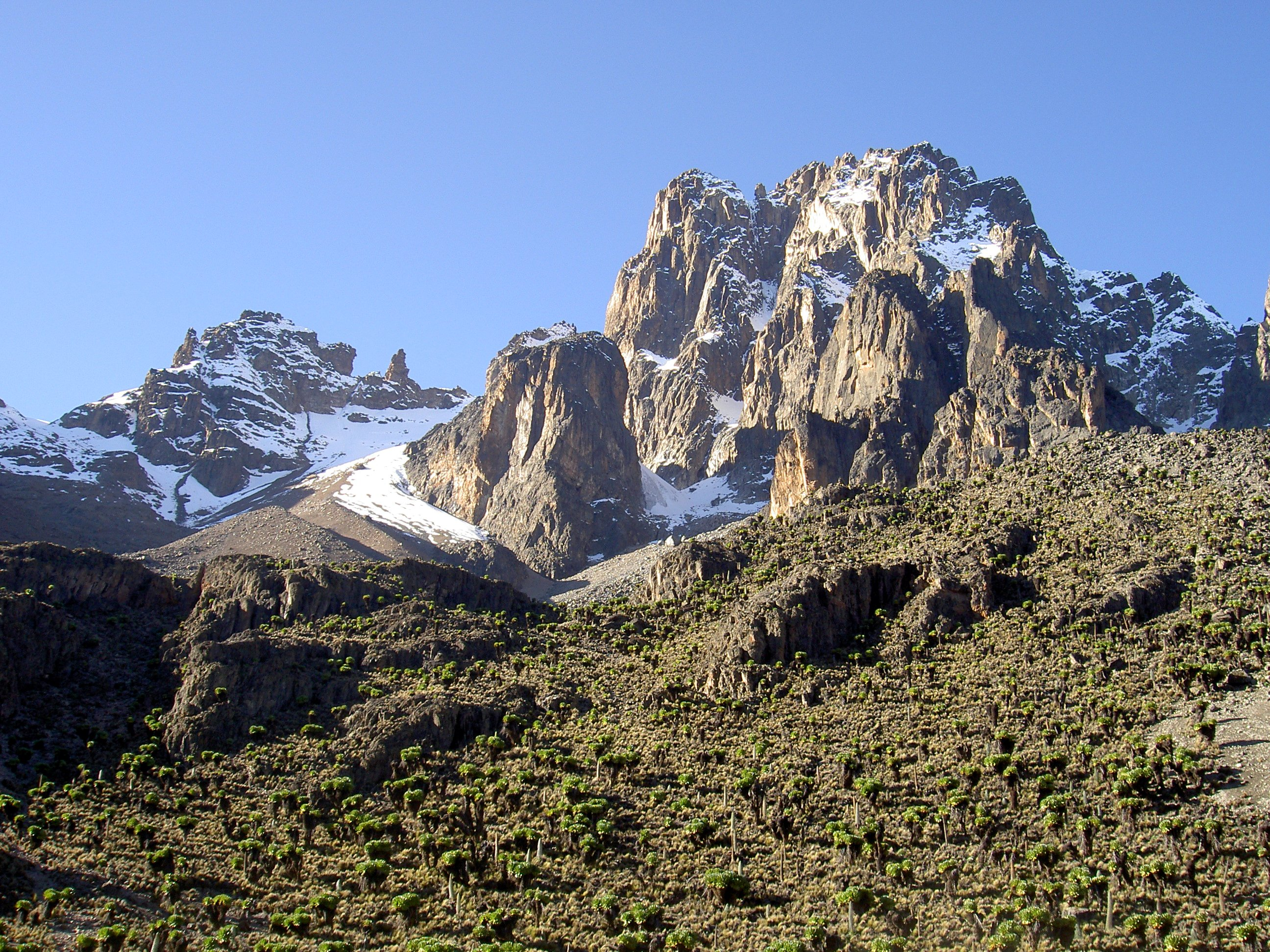
Вершина гори Кенія

## Клімат
Територія Кенії лежить у субекваторіальному кліматичному поясі. Влітку переважають екваторіальні повітряні маси, взимку — тропічні. Країна знаходиться в області низького атмосферного тиску, влітку вітри дмуть від, а взимку до екватора, з південного заходу на північний схід та з північного сходу на південний захід, відповідно. Сезонні амплітуди температури повітря незначні, зимовий період не набагато прохолодніший за літній. У літньо-осінній період з морів та океанів можуть надходити тропічні циклони, вдалині від моря взимку відзначається сухий сезон. Протягом року в країні буває два сезони дощів: короткий (з жовтня по грудень) і довгий (з березня до початку червня). Найбільше дощів випадає на океанічному узбережжі і на заході країни, в гірських районах, але навіть у сезон дощів погода часто стоїть просто чудова. У цілому, клімат в Кенії один з найкомфортніших на континенті. У Найробі температура вдень постійно коливається у межах +14…+28 °C в липні і +14…+27 °C у січні. Середньорічна температура на узбережжі Індійського океану досягає +27 °C. На внутрішніх нагір'ях, де річні суми опадів коливаються від 1000 до 1800 мм, висоти значно знижують температуру повітря: в найпрохолодніший місяць (серпень) — до +18 °C, у найтепліший (березень) — до +21 °C. У зимовий період вночі температура нерідко опускається нижче +10 °C, а в горах вище 3500 м іноді спостерігається сніг.

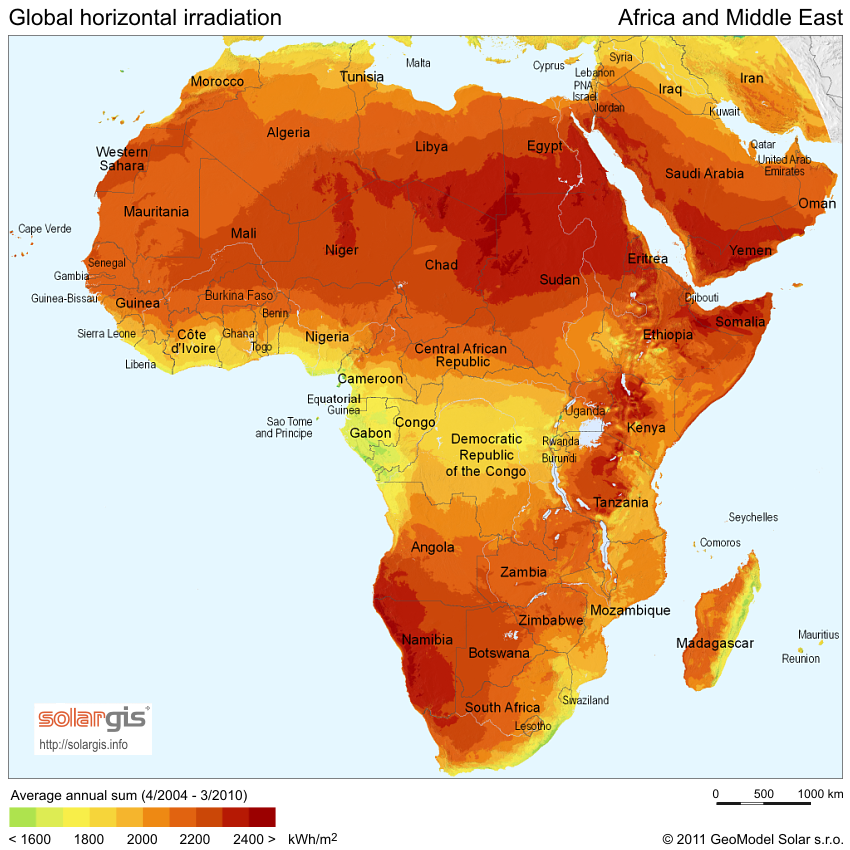
Сонячна радіація (англ.)
Кліматична карта Кенії (за Кеппеном)
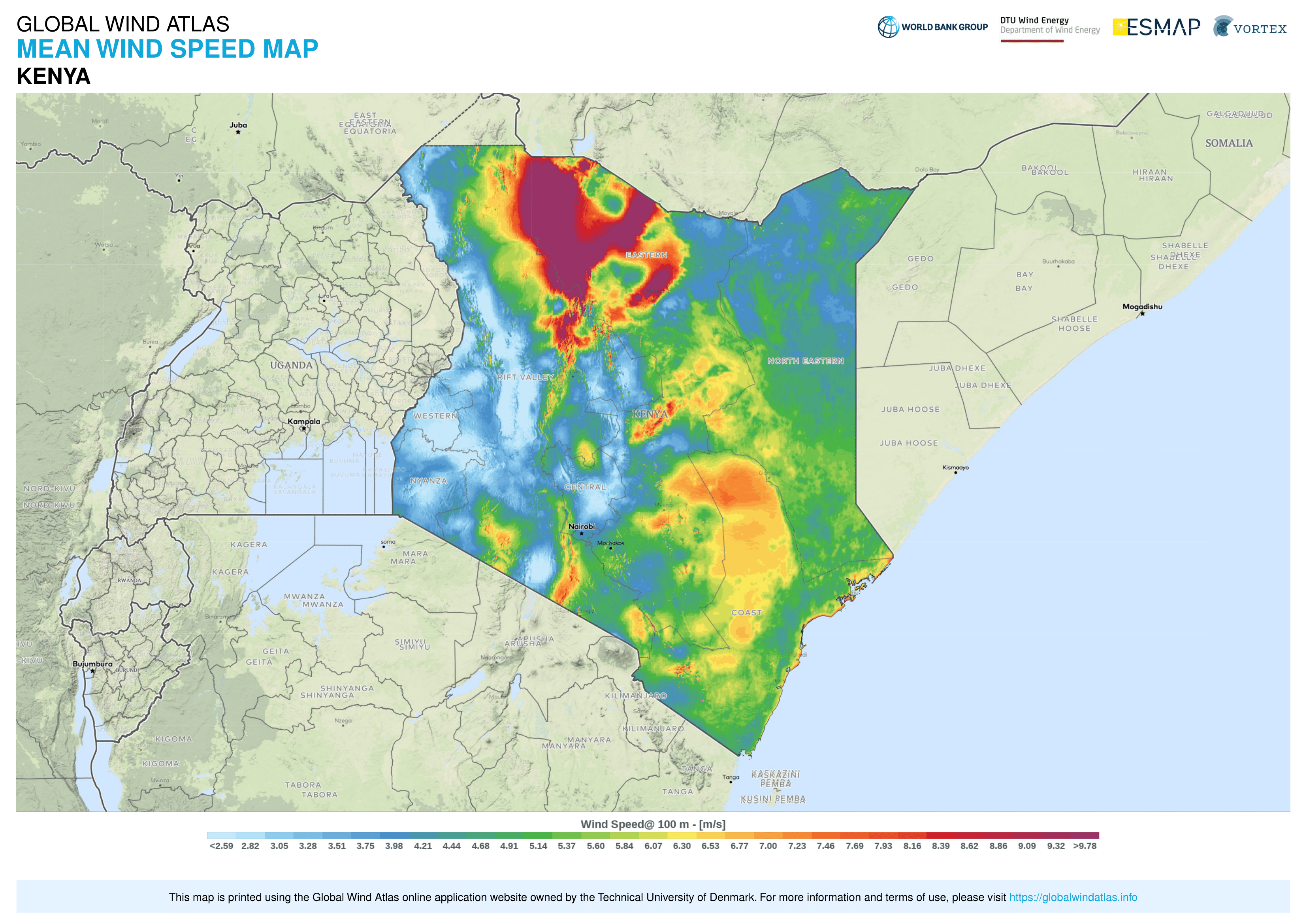
Карта розподілу середньої швидкості вітру
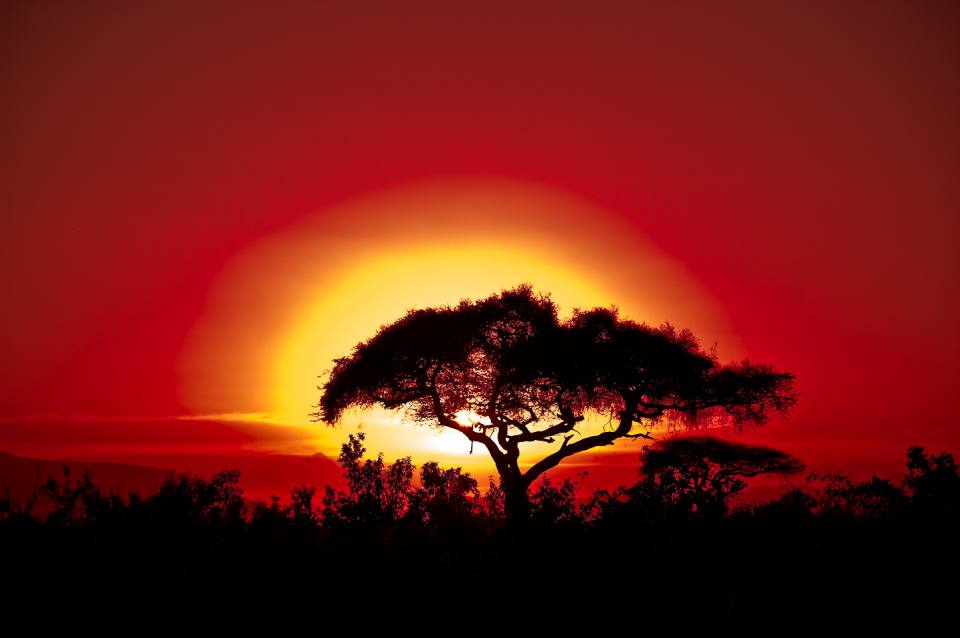
Короткочасні екваторіальні присмерки

На високих рівнинах озера Вікторія панує вологий, жаркий, типово екваторіальний клімат. Середня температура повітря становить близько +24 °C, а річна сума опадів — близько 1300 мм. Віддаляючись від узбережжя (на схід, північ і захід від Центральних нагір'їв) опадів стає все менше: на захід від озера Туркана, при середньорічній температурі +29 °C, випадає всього 166 мм.
Кенія є членом Всесвітньої метеорологічної організації (WMO), в країні ведуться систематичні спостереження за погодою.

## Внутрішні води
Загальні запаси відновлюваних водних ресурсів (ґрунтові і поверхневі прісні води) становлять 30,7 км³. Станом на 2012 рік в країні налічувалось 1030 км² зрошуваних земель.

Гідрографічна мережа КеніїГідрографічна мережа Кенії
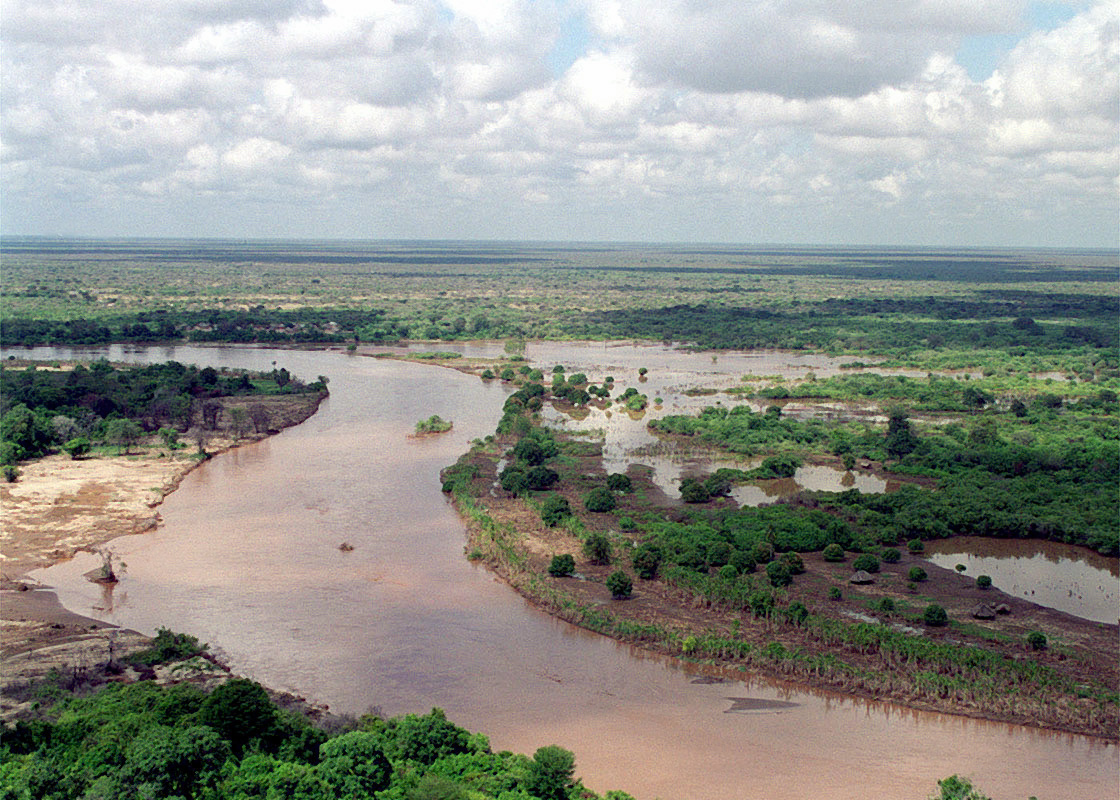
Річка Тана
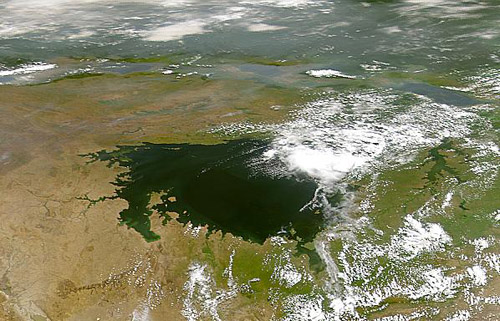
Озеро Вікторія з космосу
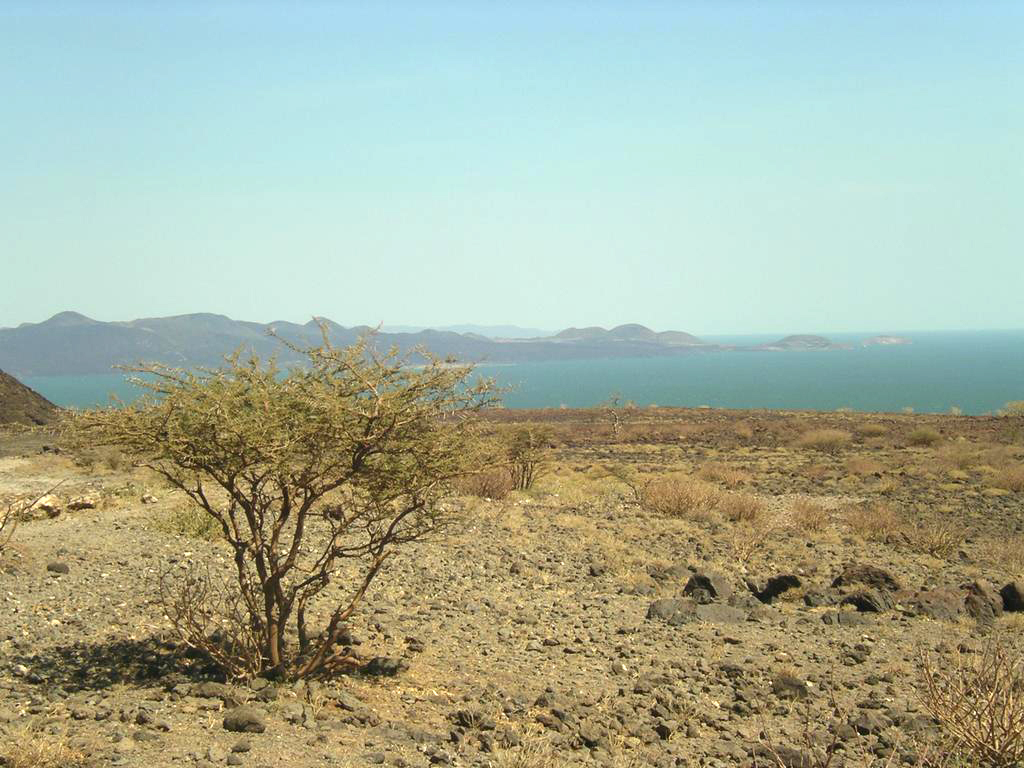
Озеро Туркана
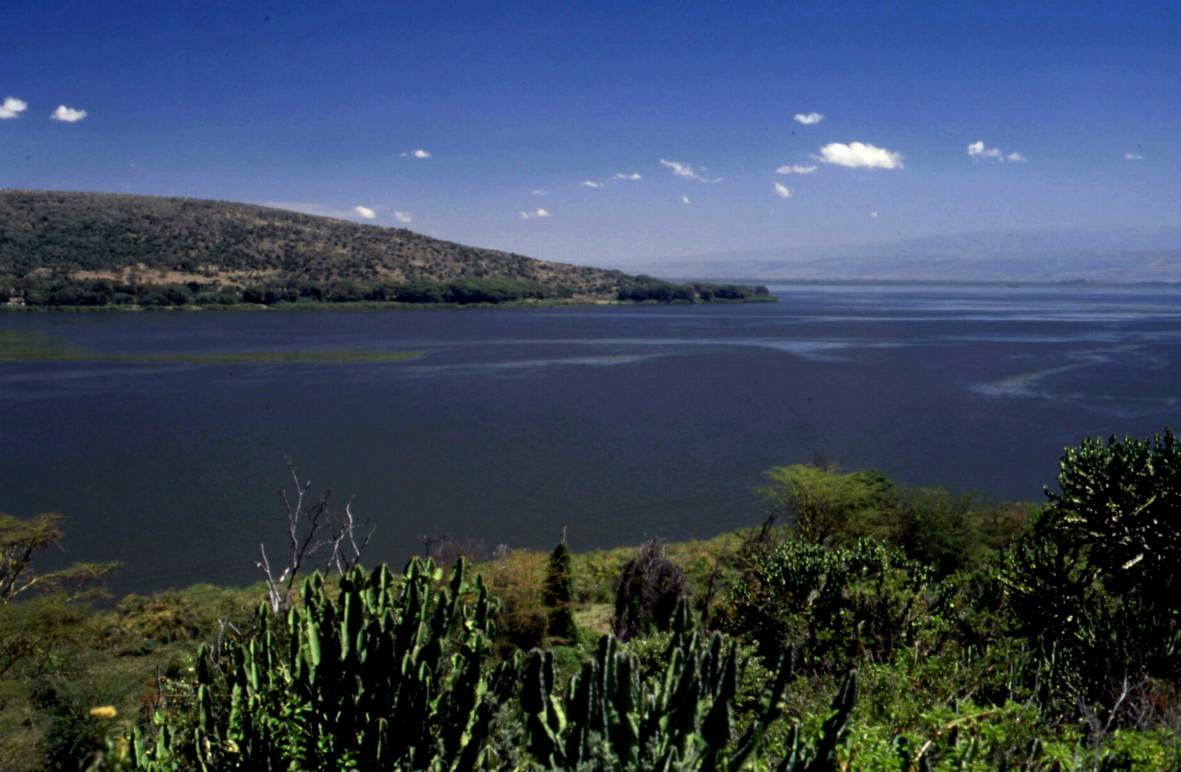
Озеро Найваша

### Річки
Річки країни належать басейну Індійського океану; на півночі безстічна область солоного озера Туркана; на заході — область стоку до озера Вікторія, що належить до басейну Атлантичного океану. Найдовша річка країни — річка Тана, у її дельті мешкають рідкісні види різних тварин.

### Озера
На заході Кенія володіє невеликою ділянкою узбережжя найбільшого за площею озера Африки — Вікторія, яке поступається тільки таким внутрішнім водним гігантам як Каспійське море і озеро Верхнє. Саме це озеро дає життя і найвідомішій африканській річці, прародительці найдавніших цивілізацій — Нілу. Озеро Вікторія справжнє внутрішнє море: його площа — 70 тис. км ², це найбільше озеро Африки. Воно знаходиться на висоті 1134 м над рівнем моря і вважається серединою рифтової долини ще з доісторичних часів. Його води живлять витік Нілу — легендарної африканської річки. Озеро оточене саваною і славиться своїми плантаціями цукрової тростини. Кісуму — місто в головній бухті узбережжя, є третім за величиною містом Кенії. Берега озера населяють численні птиці, хамелеони, а також велика популяція приматів.
У тектонічних улоговинах Великого Східноафриканського розлому (Рифт-Веллі) лежать десятки озер кожне з яких унікальне як за фізико-хімічними параметрами води, так і за представленою там флорою і фауною. Біля підніжжя гори Лонгонот, на висоті 1880 м, лежить священне для масаїв озеро Найваша, в районі якого мешкає більше 340 видів птахів, на острові Кресент гніздиться рідкісний африканський орел, і велика популяція бегемотів. На озері Барінго проживає більше 400 видів птахів, багата іхтіофауна.
На півночі розташоване велике і глибоке сильно засолене озеро Туркана, що поетично називають «Нефритовим морем» через колір його вод. Це одне з найсолоніших водойм у світі. В озері водяться величезні нільські окуні, безліч інших видів риб, а також найбільша популяція крокодилів в країні.
Содове озеро Магаді лежить на висоті 1000 м на південь від столиці, біля самого кордону з Танзанією. На ньому мешкає величезна популяція рожевого фламінго, а засипані вулканічними породами берега дають притулок десяткам видів тварин. Весь цей район рясніє вулканічними формами рельєфу, гарячими джерелами, фумаролами і гейзерами, що нагадують про бурхливі тектонічні процеси, що протікають в надрах Рифтової долини.

## Рослинність
Рослинний світ Кенії багатий та різноманітний. Уряд цієї країни намагається зберегти його в численних заповідниках і національних парках з метою розвитку туризму. На узбережжі океану ростуть дуже цінні види дерев, зокрема тик і сандал, безліч різних пальм, мангрові зарості. У зоні саван і рідколісся серед високої слонової трави, яка досягає висоти до 5 м, розкидані величні баобаби та акації. У місцевостях, де випадає більше опадів, ростуть густі ліси з камфорного дерева (Cinnamomum camphora), бамбука тощо.
Земельні ресурси Кенії (оцінка 2011 року):
- придатні для сільськогосподарського обробітку землі — 48,1 %,
  - орні землі — 9,8 %,
  - багаторічні насадження — 0,9 %,
  - землі, що постійно використовуються під пасовища — 37,4 %;
- землі, зайняті лісами і чагарниками — 6,1 %;
- інше — 45,8 %[1].

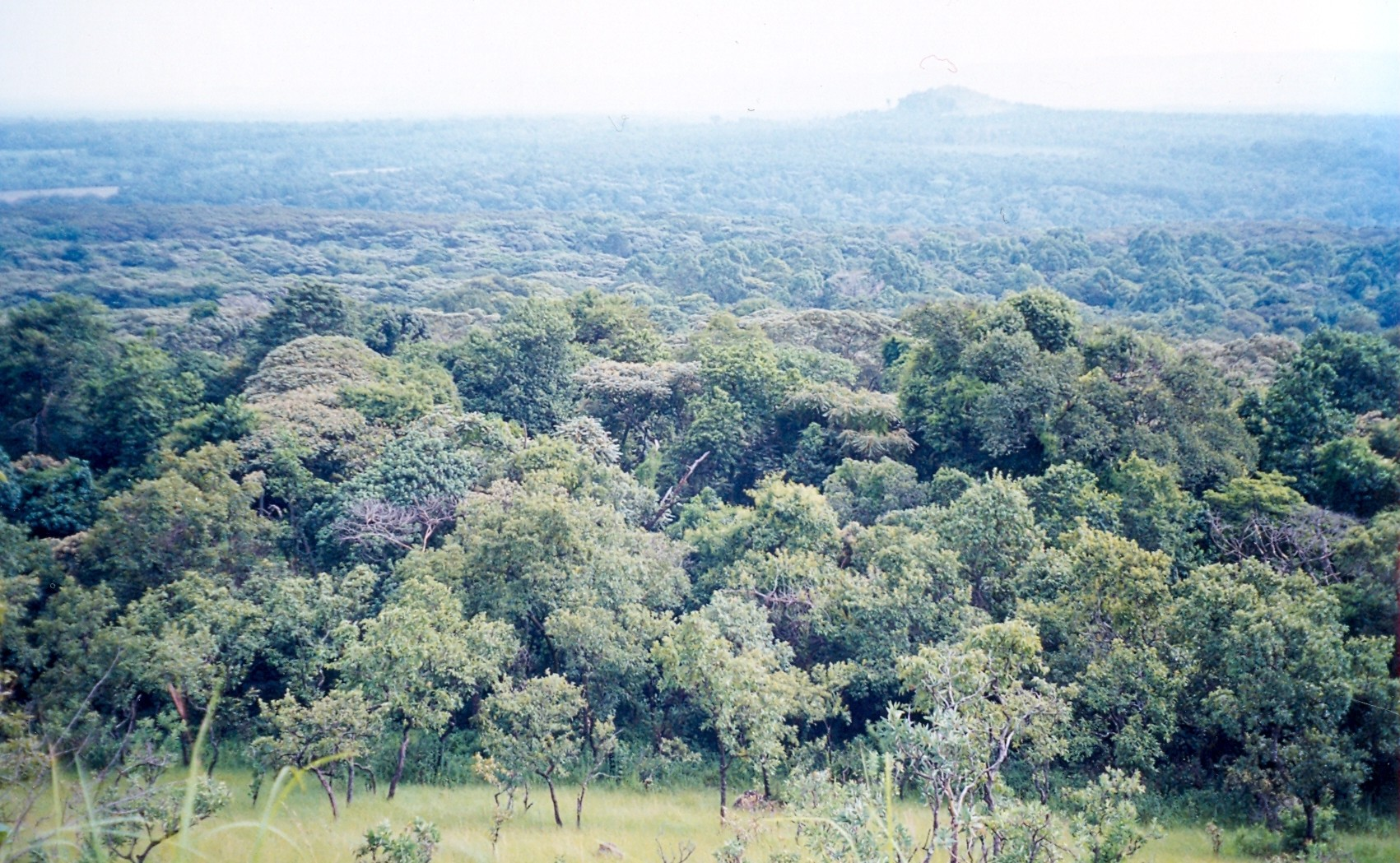
Північні ліси Какамега
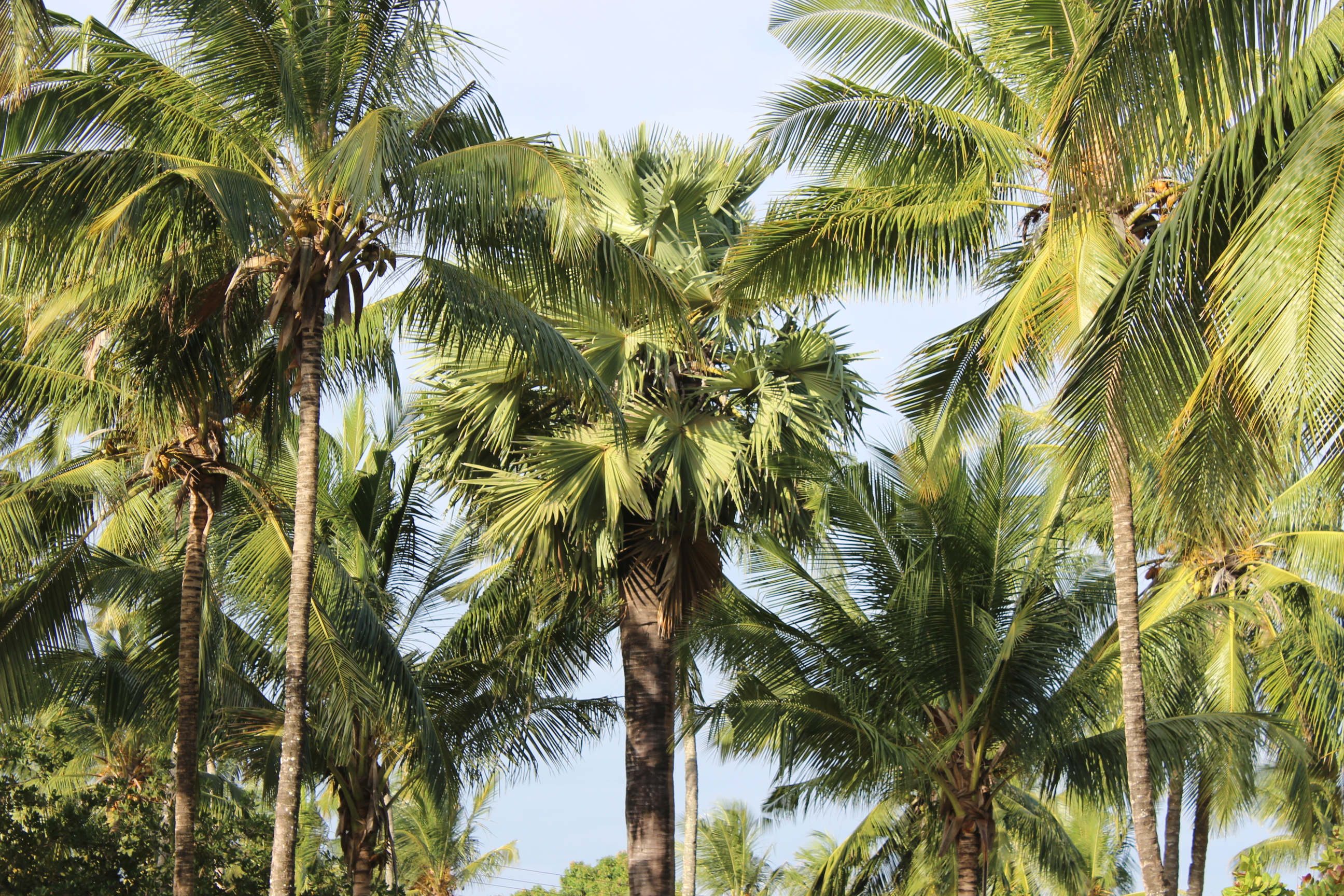
Кокосові пальми на узбережжі

## Тваринний світ
Зоогеографічно територія країни належить до Східноафриканської підобласті Ефіопської області. Тваринний світ Кенії багатий та різноманітний. Тут водиться безліч видів копитних, слонів, носорогів, багато хижаків, особливо левів, гепардів, леопардів, гієн, гієнових собак тощо.

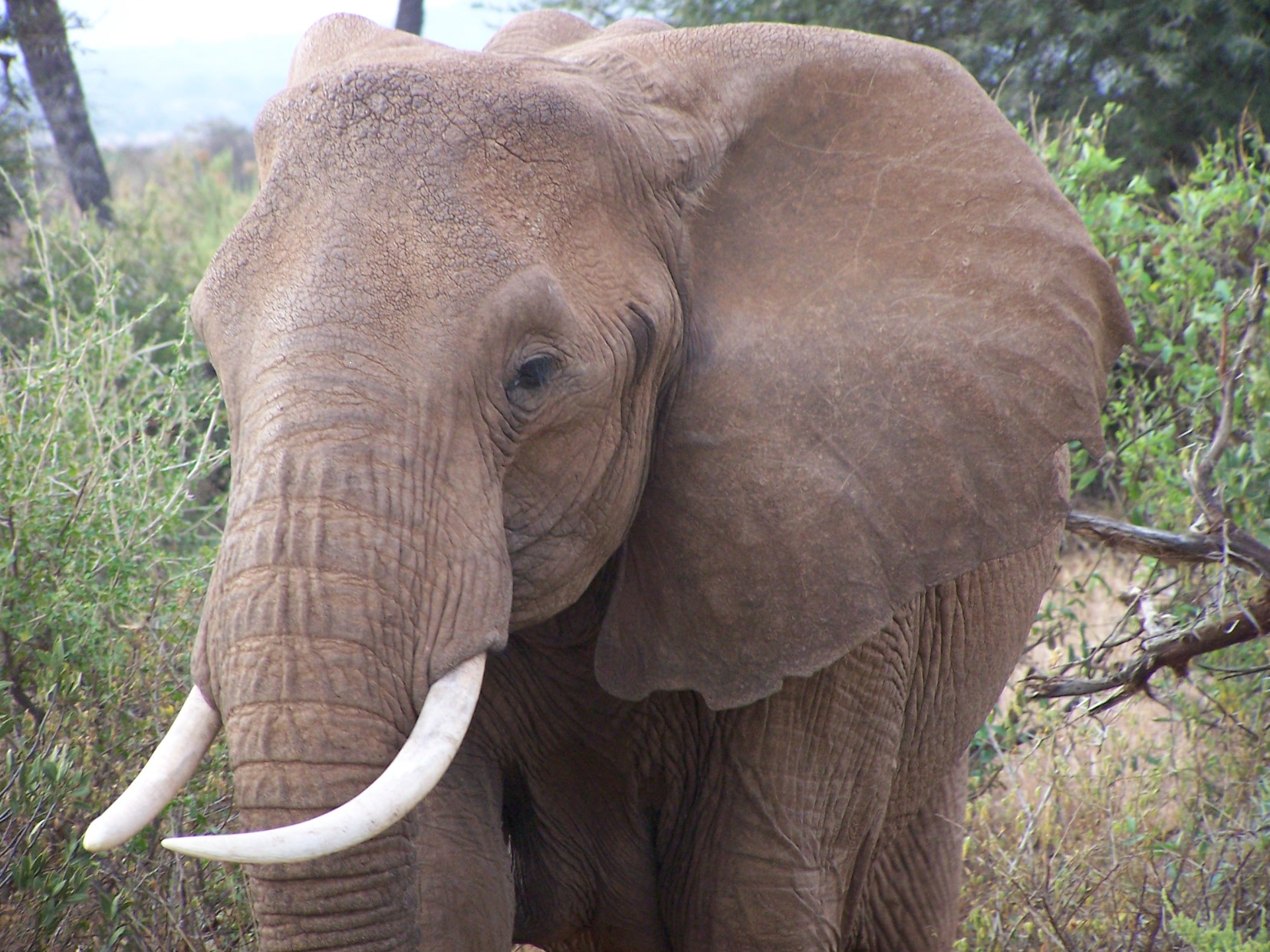
Африканський слон
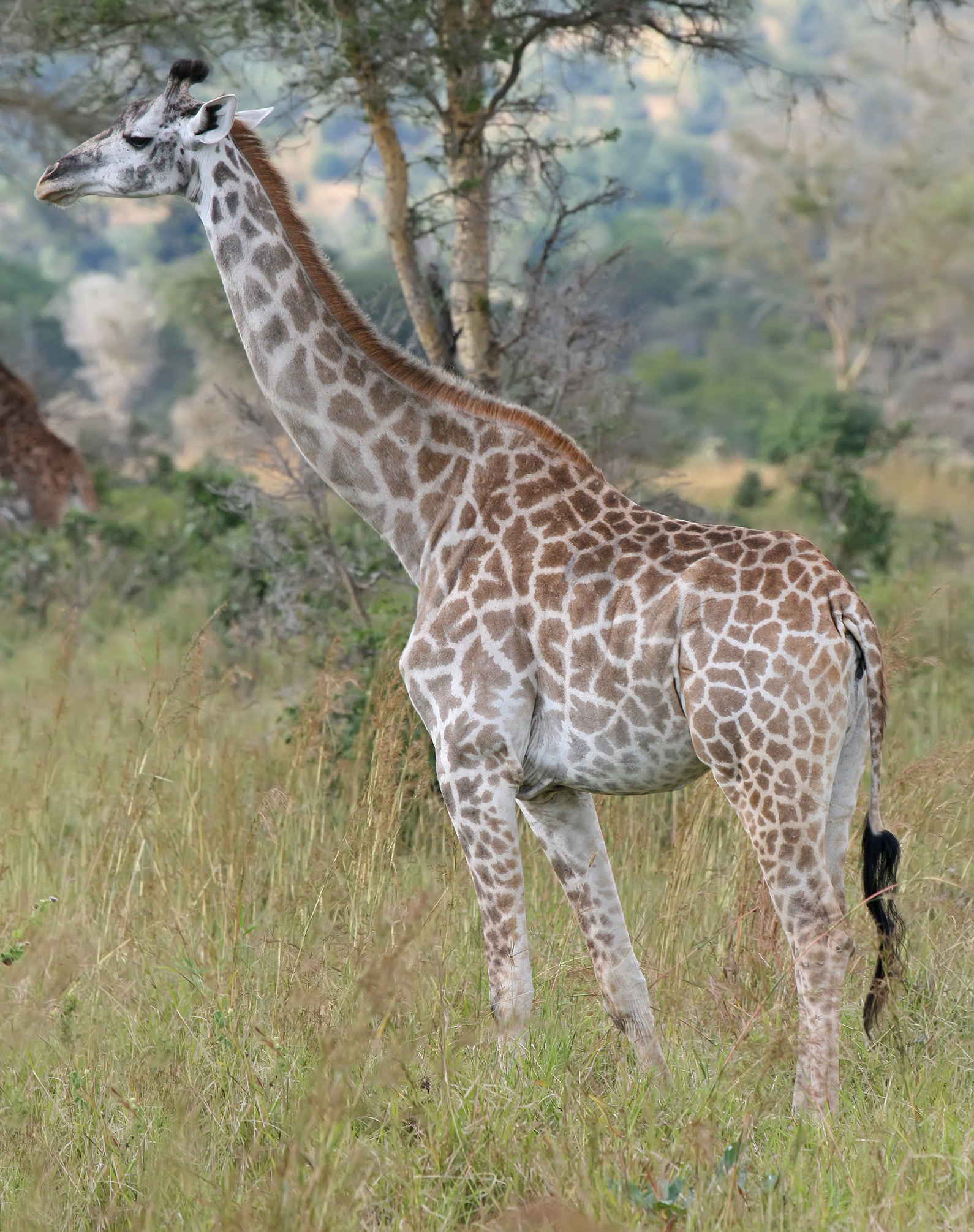
Жирафа масайська
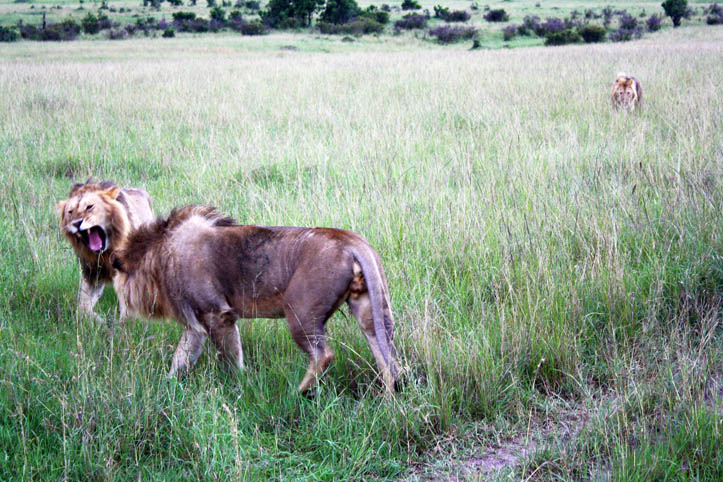
Леви в Масаї-Мара
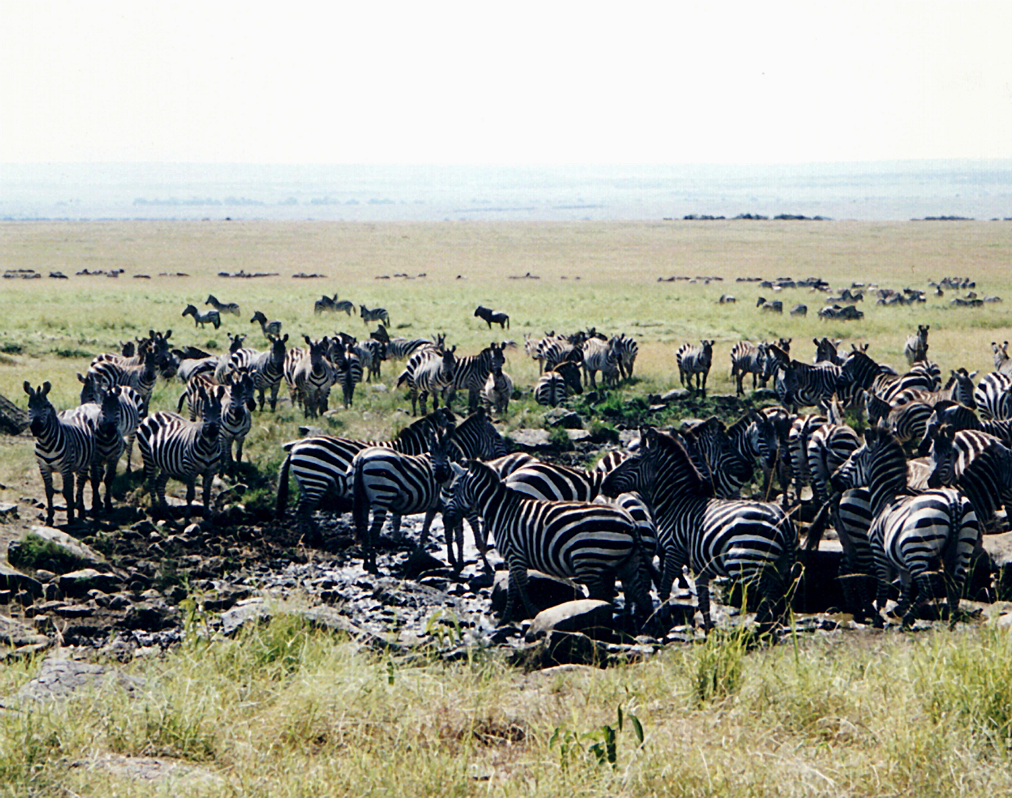
Зебри в Масаї-Мара
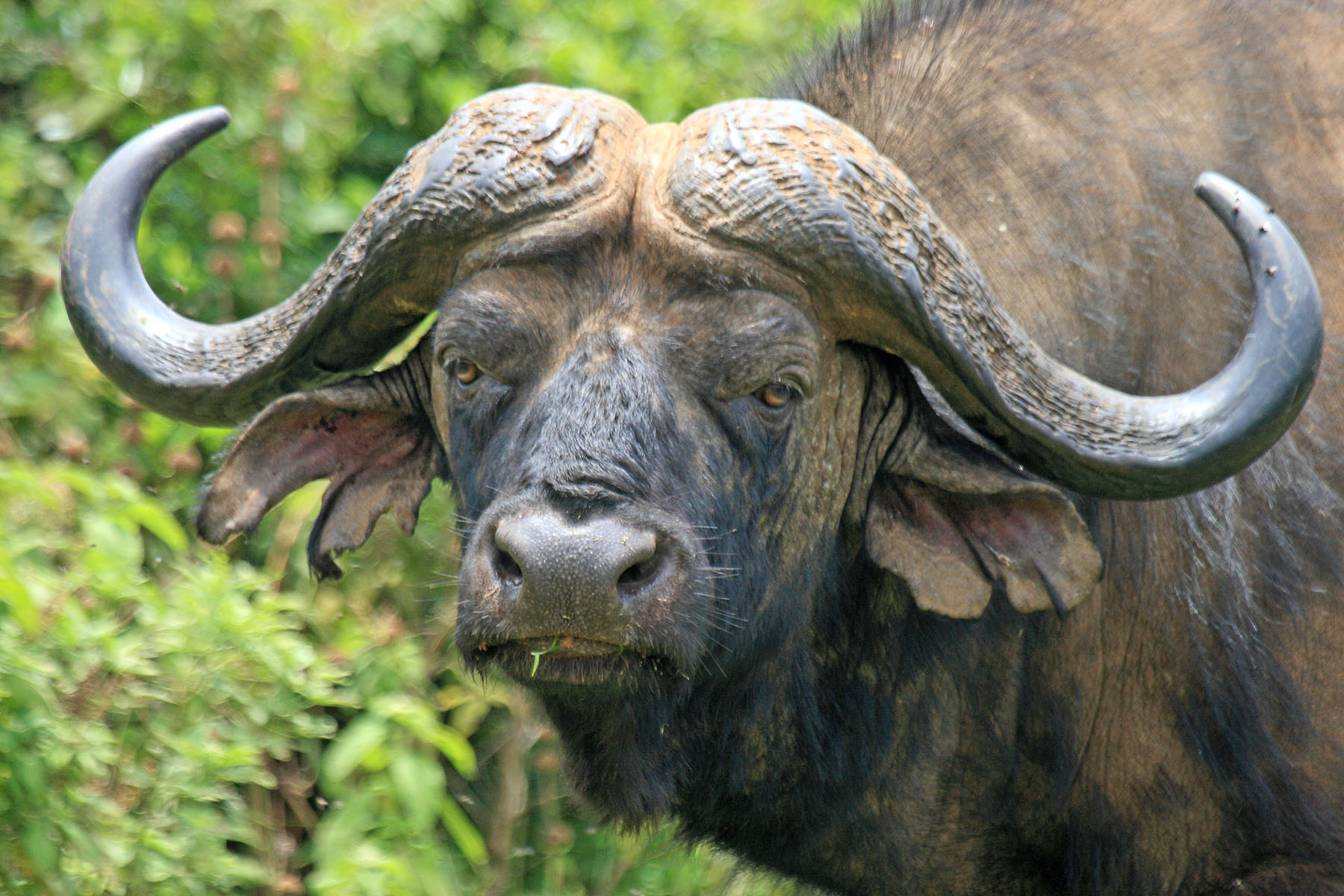
Африканській буйвіл
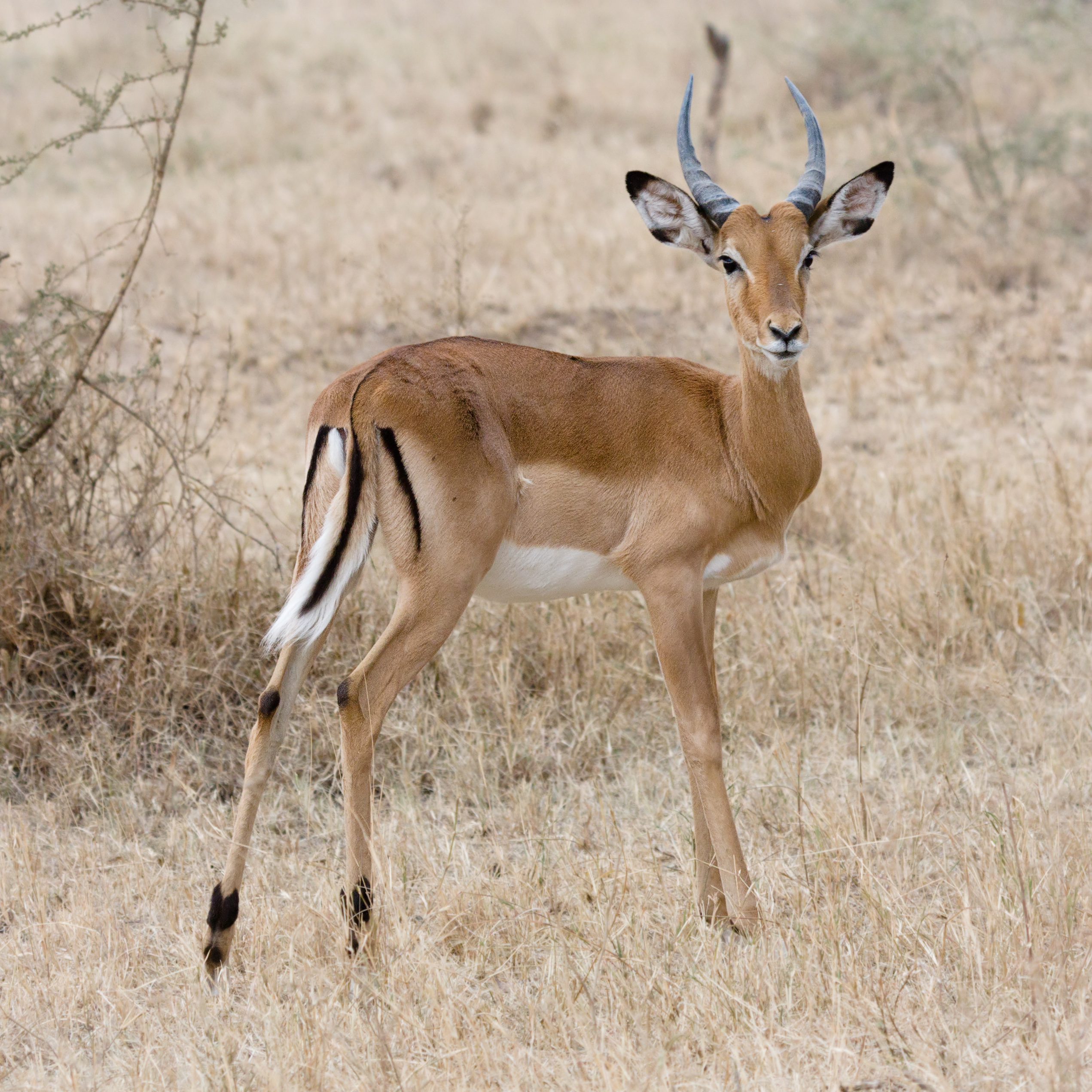
Імпала

## Охорона природи
Справжнім туристським ресурсом країни є її різноманітні природні пам'ятки. У Кенії створено понад 40 національних парків і заповідників, де мальовнича різноманітність флори і фауни представлена в їх природному середовищі. Найбільші національні парки:
- Абердер розташований за 100 км на північний захід від гори Кенія, в центральній частині країни, у масиві Абердер, третьому за висотою гірському ланцюзі країни; її найвищі вершини досягають 4000 м. Високогір'я характеризуються степовим ландшафтом і лісами, льодовиковими долинами, річками і водоспадами, багатими фореллю. Національний парк Абердер відомий як царство слонів, буйволів, леопардів, антилоп канна (найбільших антилоп Африки) і, особливо, бонго — маленьких гірських антилоп, останніх представників виду в Кенії. Абердер є третім за величиною національним парком Кенії, входить до трійки лідерів серед найпопулярніших і найвідвідуваніших туристами заповідників після Масаї Мара і озера Накуру. Парк являє собою густі гірські тропічні ліси, які постійно перебувають в тумані, що створює парку містичну атмосферу.
- Амбоселі розташований за 250 км на південь від Найробі, є одним з найстаріших парків Кенії, його площа 392 км². Його назва походить від назви озера, яке в наші дні пересохло. Амбоселі — місце проживання великих хижаків: левів, гепардів і леопардів. Також в парку мешкає більше 400 видів птахів. Це ідеальне місце, щоб спостерігати за багатою дикою фауною Африки.
- Масаї-Мара займає територію площею 1672 км² і розташований на висоті від 1500 м до 2100 м над рівнем моря. Цей парк є продовженням визнаного найкращим у світі танзанійського національного парку Серенгеті, який входить в екосистему Серенгеті, що займає площу більше 40 тис. км², між Великою рифтовою долиною і озером Вікторія. Найвідоміший заповідник Кенії — місце проживання величезних стад травоїдних, тисяч видів птахів і найбільшої в Африці популяції левів. Він також є сценою для найбільшої міграції ссавців на землі. У парку найвища в країні концентрація диких тварин, оскільки в ньому представлені різноманітні екосистеми. На просторах саван — царство великих стад травоїдних тварин, зебр, антилоп, буйволів, гепардів. На лісистих берегах річок мешкають жирафи, слони, бегемоти, крокодили, а також леопарди, які люблять розташовуватися на гілках дерев. Тут мешкають імпали і антилопи дик-дик. Масаї-Мара завдяки своєму статусу національного заповідника повністю управляється місцевими органами влади та регіональними громадами племені масаї. Доходи від туризму реінвестуються безпосередньо в місцеві проекти розвитку і в освітні програми.
- Маунт-Кенія розташований за 175 км на північ від Найробі на схилах гори Кенія (5199 м.), другої за висотою вершини континенту. Національний парк площею 715 км² було утворено 1949 року, а через 30 років його було оголошено біосферним заповідником, включено до списку Світової спадщини і взято під захист ЮНЕСКО. Назва парку перекладається з мови кікуйю як «гора, яка світиться» . (5199 м.). Засніжена вершина згаслого вулкана дала назву країні: Кіріньяга, тобто «гора з чорно-білим піком, як хвіст у страуса»,. Ця піраміда з чорної лави увінчана вражаючою для екватора крижаною шапкою. Починаючи з висоти 2000 м, схили поросли густим екваторіальним лісом: види рослин тут надзвичайно численні і різноманітні — серед них кедри, оливкові дерева, папороті, ліани, гігантський бамбук. Ліс, у свою чергу, є притулком для численних диких птахів, травоїдних тварин, буйволів і слонів, і навіть для деяких великих котячих, таких як лев і леопард. У національному парку Гори Кенія представлений різноманітний рослинний і тваринний світ, який змінюється в залежності від висоти. На самій вершині знаходяться льодовики, там практично немає рослинності. Трохи нижче розташовується високогірний пояс афро-альпійських лугів, де росте велика кількість ендемічних рослин. Нижче 3200 м ростуть бамбукові і густі зарості гірських лісів, які є будинком для численних видів тварин. Тут можна зустріти чорно-білого колобуса, оливкового бабуїна та інші види мавп, буйвола, слона, водного козла, чорного носорога, леопарда, гігантську лісову свиню, гієну та ін. Крім того, тут мешкає багато інших рідкісних та зникаючих тварини: сонячний козел, ящірки, велика кількість сов.

Національні парки Кенії
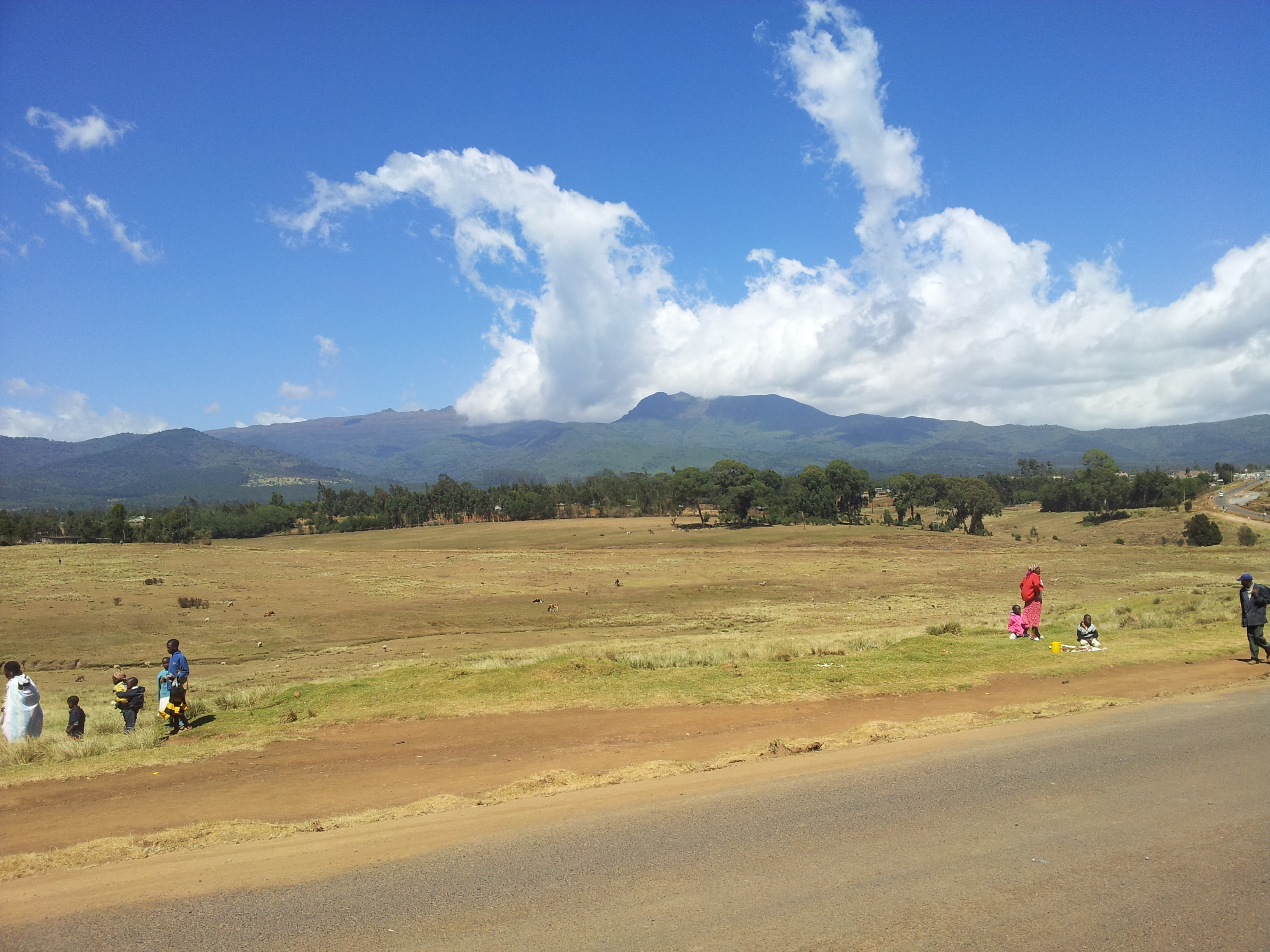
Абердаре
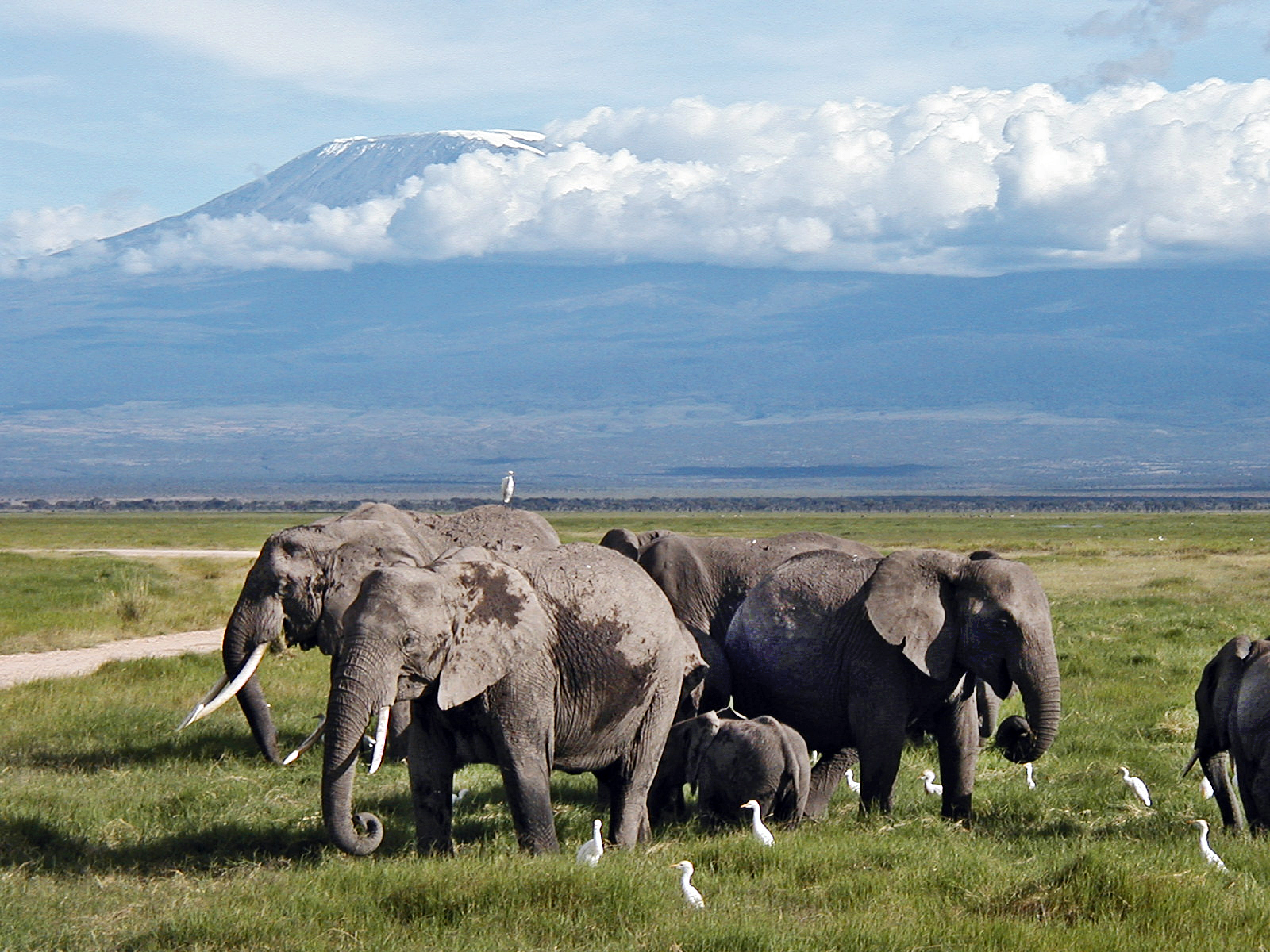
Амбоселі
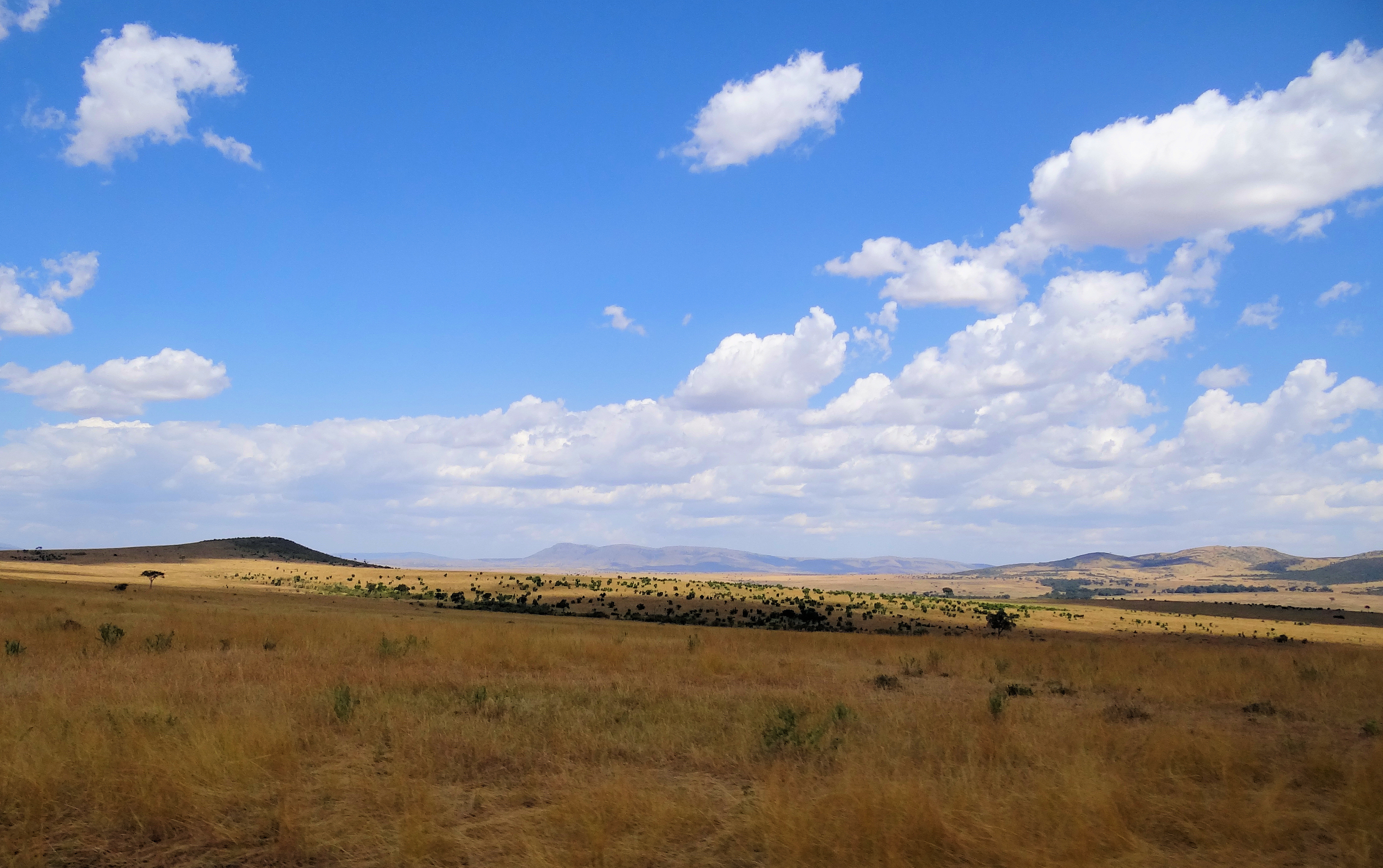
Масаї-Мара
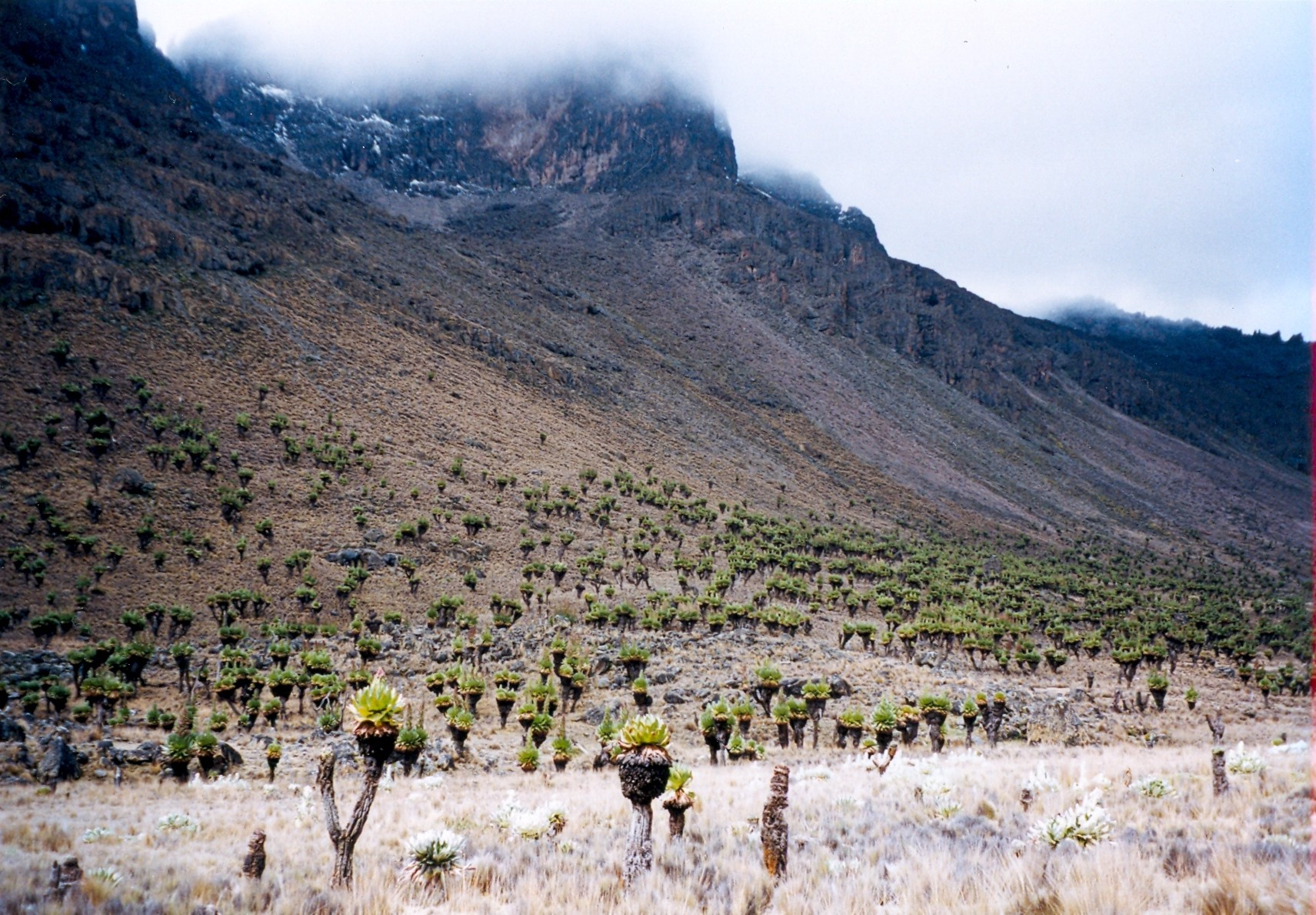
Маунт-Кенія
Західний ЦавоЗахідний Цаво

- Меру, що розташований за 350 км на північний захід від Найробі — місце дії фільму «Народжена вільною», який розповідає про життя Джой і Джорджа Адамсонів, пари письменників, які виростили і повернули в дику природу молоду левицю. У південній частині парку річка Тана породила цілий коридор зелені, що складається з пальм дум, густих лісів і є головним притулком для бегемотів і крокодилів.
- Парк озера Накуру розташований за 155 км на північний захід від Найробі. Озеро Накуру прихисток для більш ніж 450 різних видів птахів: ібісів, чапель, пеліканів. Тут живуть білі й чорні носороги, леопарди, антилопи, жираф Ротшильда, бегемоти. Рослинність представлена лісами і саваною із акацій із заростями молочаїв. За своїми розмірами озеро досить мінливе — від 30 до 5 км², коли в сухий сезон воно пересихає. Навколишній ландшафт дуже різноманітний: мальовничий ліс канделябрових дерев, зарості акації, пагорби, скелі, ущелини й водоспади. Всесвітню популярність озеро набуло завдяки найбільшій в світі популяції рожевих фламінго, що гніздяться по його берегах. Крім птахів у парку також можна спостерігати таких мешканців як зебра, буйвіл, жираф, газель Томсона.
- Цаво, що складається з Східного і Західного Цаво, є найбільшою територією, що охороняється в Кенії і одним з найбільших заповідників світу. Тут представлені різні екосистеми: савани, кам'янисті схили вулканів, джерела, болота, пагорби і ліси, які гармонійно перетікають один в одного. Східний Цаво є прихистком для ⅓ всіх кенійських слонів, а також великих популяцій носорогів, жираф, гепардів, левів та інших рідкісних видів тварин, таких як орикс або куду — великих антилоп. Парк також відомий своїми численними джерелами води, зокрема джерелом Мзіма, де живуть крокодили і бегемоти.

Кенія є учасником ряду міжнародних угод з охорони навколишнього середовища:
- Конвенції про біологічне різноманіття (CBD),
- Рамкової конвенції ООН про зміну клімату (UNFCCC),
- Кіотського протоколу до Рамкової конвенції,
- Конвенції ООН про боротьбу з опустелюванням (UNCCD),
- Конвенції про міжнародну торгівлю видами дикої фауни і флори, що перебувають під загрозою зникнення (CITES),
- Базельської конвенції протидії транскордонному переміщенню небезпечних відходів,
- Конвенції з міжнародного морського права,
- Лондонської конвенції про запобігання забрудненню моря скиданням відходів,
- Конвенції з охорони морських живих ресурсів,
- Монреальського протоколу з охорони озонового шару,
- Міжнародної конвенції запобігання забрудненню з суден (MARPOL),
- Рамсарської конвенції із захисту водно-болотних угідь[12],
- Міжнародної конвенції з регулювання китобійного промислу[1].

## Стихійні лиха та екологічні проблеми
На території країни спостерігаються небезпечні природні явища і стихійні лиха: повторювані посухи; повіді у сезон дощів; помірна вулканічна активність, вулкан Бар'єр (1032 м) востаннє вивергався 1921 року.
Серед екологічних проблем варто відзначити:
- забруднення вод побутовими й промисловими стоками, пестицидами і мінеральними добривами з сільськогосподарських полів;
- інвазію водяного гіацинту (Eichhornia crassipes) в озері Вікторія;
- знеліснення;
- ерозію ґрунтів;
- спустелювання;
- браконьєрство.

## Фізико-географічне районування
У фізико-географічному відношенні територію Кенії можна розділити на _ райони, що відрізняються один від одного рельєфом, кліматом, рослинним покривом: .

### Українською
- Атлас світу / голов. ред. І. С. Руденко ; зав. ред. В. В. Радченко ; відп. ред. О. В. Вакуленко. — К. : ДНВП «Картографія», 2005. — 336 с. — ISBN 9666315467.
- Атлас. 7 клас. Географія материків і океанів / Укладачі О. Я. Скуратович, Н. І. Чанцева. — К. : ДНВП «Картографія», 2014.
- Бєлозоров С. Т. Африка : фізико-географічний нарис. — вид. 2-ге, перероб. і доп. — К. : Радянська школа, 1957. — 232 с.
- Барановська О. В. Фізична географія материків і океанів : навч. посіб. для студентів ВНЗ : [у 2 ч.]. — Н. : Ніжинський державний університет ім. Миколи Гоголя, 2013. — 306 с. — ISBN 978-617-527-106-3.
- Кенія // Гірничий енциклопедичний словник : [у 3-х тт.] / за ред. В. С. Білецького. — Д. : Східний видавничий дім, 2004. — Т. 3. — 752 с. — ISBN 966-7804-78-X.
- Костів Л. Я. Фізична географія материків і океанів. Африка: навч.-метод. посібник. — Л. : Видавничий центр ЛНУ імені Івана Франка, 2017. — 184 с. — ISBN 978-617-10-0374-3.
- Панасенко Б. Д. Фізична географія материків: навч. посіб.: в 2 ч. — В. : ЕкоБізнесЦентр, 1999. — 200 с.
- Юрківський В. М. Регіональна економічна і соціальна географія. Зарубіжні країни: Підручник. — 2-ге. — К. : Либідь, 2001. — 416 с. — ISBN 966-06-0092-5.

### Англійською
- (англ.) Graham Bateman. The Encyclopedia of World Geography. — Andromeda, 2002. — 288 с. — ISBN 1871869587.

### Російською
- (рос.) Авакян А. Б., Салтанкин В. П., Шарапов В. А. Водохранилища. — М. : Мысль, 1987. — 326 с. — (Природа мира)
- (рос.) Алисов Б. П., Берлин И. А., Михель В. М. Курс климатологии [в 3-х тт.] / под. ред. Е. С. Рубинштейна. — Л. : Гидрометиздат, 1954. — Т. 3. Климаты земного шара. — 320 с.
- (рос.) Апродов В. А. Вулканы. — М. : Мысль, 1982. — 368 с. — (Природа мира)
- (рос.) Апродов В. А. Зоны землетрясений. — М. : Мысль, 2010. — 462 с. — (Природа мира) — ISBN 978-5-244-01122-7.
- (рос.) Кения // Африка: энциклопедический справочник [в 2-х тт.] / гл. ред. А. А. Громыко. — М. : Советская энциклопедия, 1986. — Т. 1. А-К. — 671 с.
- (рос.) Бабаев А. Г., Зонн И. С., Дроздов Н. Н., Фрейкин З. Г. Пустыни. — М.  : Мысль, 1986. — 320 с. — (Природа мира)
- (рос.) Браун Л. Африка. — М. : Прогресс, 1976. — 288 с. — (Континенты, на которых мы живем)
- (рос.) Букштынов А. Д., Грошев Б. И., Крылов Г. В. Леса. — М. : Мысль, 1981. — 316 с. — (Природа мира)
- (рос.) Власова Т. В. Физическая география материков. С прилегающими частями океанов. Южная Америка, Африка, Австралия и Океания, Антарктида. — 4-е, перераб. — М. : Просвещение, 1986. — 269 с.
- (рос.) Гвоздецкий Н. А., Голубчиков Ю. Н. Горы. — М. : Мысль, 1987. — 400 с. — (Природа мира)
- (рос.) Гвоздецкий Н. А. Карст. — М. : Мысль, 1981. — 214 с. — (Природа мира)
- (рос.) Географический энциклопедический словарь: географические названия / под. ред. А. Ф. Трёшникова. — 2-е изд., доп. — М. : Советская энциклопедия, 1989. — 585 с. — ISBN 5-85270-057-6.
- (рос.) Исаченко А. Г., Шляпников А. А. Ландшафты. — М. : Мысль, 1989. — 504 с. — (Природа мира) — ISBN 5-244-00177-9.
- (рос.) Каплин П. А., Леонтьев О. К., Лукьянова С. А., Никифоров Л. Г. Берега. — М. : Мысль, 1991. — 480 с. — (Природа мира) — ISBN 5-244-00449-2.
- (рос.) Словарь современных географических названий / под общей редакцией акад. В. М. Котлякова. — Екатеринбург : У-Фактория, 2006.
- (рос.) Литвин В. М., Лымарев В. И. Острова. — М. : Мысль, 2010. — 288 с. — (Природа мира) — ISBN 978-5-244-01129-6.
- (рос.) Лобова Е. В., Хабаров А. В. Почвы. — М. : Мысль, 1983. — 304 с. — (Природа мира)
- (рос.) Максаковский В. П. Географическая картина мира. Книга I: Общая характеристика мира. — М. : Дрофа, 2008. — 495 с. — ISBN 978-5-358-05275-8.
- (рос.) Максаковский В. П. Географическая картина мира. Книга II: Региональная характеристика мира. — М. : Дрофа, 2009. — 480 с. — ISBN 978-5-358-06280-1.
- (рос.) Поспелов Е. М. Географические названия мира: Топонимический словарь. — М. : АСТ, 2005.
- (рос.) Кения // Страны Африки. Политико-экономический справочник / ред. В. Солодовников, В. Румянцев. — М. : Издательство политической литературы, 1969. — 318 с.
- (рос.) Физико-географический атлас мира. — М. : Академия наук СССР и Главное управление геодезии и картографии ГУГК СССР, 1964. — 298 с.
- (рос.) Энциклопедия стран мира / глав. ред. Н. А. Симония. — М. : НПО «Экономика» РАН, отделение общественных наук, 2004. — 1319 с. — ISBN 5-282-02318-0.